# Dicliptera palmariensis
Dicliptera palmariensis là một loài thực vật có hoa trong họ Ô rô. Loài này được Wassh. & J.R.I.Wood mô tả khoa học đầu tiên năm 2004.